# Johan Sjöstrand
Johan Sjöstrand (Skövde, 26 febbraio 1987) è un ex pallamanista svedese.

## Palmarès
- Giochi olimpici

Londra 2012: argento.